# Piragi (przystanek kolejowy)
Piragi (ros. Пираги, łot. Pīrāgi) – przystanek kolejowy w pobliżu miejscowości Stiechny, w rejonie pytałowskim, w obwodzie pskowskim, w Rosji. Leży na linii dawnej Kolei Warszawsko-Petersburskiej.

## Historia
Przystanek powstał w 1929. W latach międzywojennych leżał na Łotwie. Po wojnie znalazł się na terytorium Rosyjskiej FSRR, pod zarządem Kolei Październikowej.